# Barbara Meisner
Barbara Meisner (* 24. Juli 1964 in Marl) ist eine deutsche Künstlerin. Sie lebt in Düsseldorf.

## Leben und Werk
Barbara Elisabeth Meisner wurde in Marl-Hüls als Tochter eines Bergmanns und einer Gymnasiallehrerin geboren. Sie studierte Kommunikationsdesign an der Georg-Simon-Ohm-Fachhochschule für Gestaltung in Nürnberg. Das Studium schloss sie mit Diplom ab. 1990 nahm sie ein Studium der Zeitgenössischen Kunst an der Villa Arson, École Pilote International d’Art et de Recherche, in Nizza auf. Schwerpunkte des Studiums waren die Bereiche Zeichnung, Skulptur, Video und Drucktechnik. 1993 erhielt sie das „Diplôme National Supérieur d’Expression Plastique, Option Art/Félicitation du Jury“.
Seither ist Barbara Elisabeth Meisner als Künstlerin in Düsseldorf tätig. Ihre Arbeiten zeigte sie bei Einzel- und Gruppenausstellungen im In- und Ausland. Von 1997 bis 2018 gestaltete sie Buchreihen für den Kölner Bachem-Verlag.
Meisner befasst sich mit Themen wie Heimat, dem Ruhrgebiet, Planeten, Berge, Pilzen, Wasserkristallen, dem Nixenmythos, den Elementen und Spiritualität. Die Werke wurden als eine „Befragung unseres gängigen Weltverständnisses“ gekennzeichnet.
„Die Werke von Barbara Meisner haben nicht nur ein spürbares Stimmungspotenzial, eine atmosphärische inspirative Kraft, sondern vielmehr eine tiefergehende energetische und spirituelle – eine Verbindung mit Naturkräften. In ihrer Ikonografie wird eine Auseinandersetzung mit ständigem Werden und Vergehen sichtbar […]“ Jürgen Raap, 2021 (‚Kunstforum international‘)

## Auszeichnungen
- 1998: Kunstförderpreis der Stadt Düsseldorf

## Ausstellungen
Einzelausstellungen
- 2000: Gedankentransportmaschine, Galerie Frank Schlag, Düsseldorf
- 2023: Barbara Meisner – Werke von 1985 bis 2023 in Weißenbrunn[2]
- 2024: WE ARE ALL ONE – Erste Containerausstellung ‚Strandbühne Düsseldorf‘[3]

Gruppenausstellungen
- 1993: Passants du phalanstère, Villa Arson, Nizza
- 1994: Beteiligung am Projekt der X-Art Foundation/Blast 4: Bioinformatics, New York, Kölnischer Kunstverein
- 1996: Wunschbilder – Künstler helfen Kindern in Not, Landesmuseum am Ehrenhof, Düsseldorf
- 1998: Ausstellung der Kunstförderpreisträger 1998, Kunstraum Düsseldorf
- 2002: Von Marl aus II, Skulpturenmuseum Glaskasten, Marl
- 2004: Rituale der Zukunft, Ausstellung und Symposium, Lothringer Straße 13, München[4][5]
- 2006: Grenzenlos, Kunstverein Gelsenkirchen
- 2008: Installation Berge im Bunker im Kunstbunker Tullstr. 5 in Dortmund-Hörde[6]
- 2015: mit Herbert Münch: Kriegsenkel 1964, Atelierhaus Hansastraße, Neuss[7]
- 2016: Das innere Haus, Kunstverein Werne
- 2017: Befragung der Stille, Maxhaus Düsseldorf
- 2022: Farbströmung, Künstlerforum Bonn[8][9]